# Dionisi de Milet (metge)
Dionisi de Milet (en grec antic: Διονύσιος, llatí: Dionysius) va ser un metge grec nascut a Milet que va viure durant o abans del segle ii.
És conegut per les citacions que en fa Galè, que va preservar alguna de les seves fórmules. Segons Smith, és el mateix Dionisi que Galè cita en altres indrets sense especificar de quin Dionisi es tracta. La Realencyclopädie, per la seva banda, l'identifica amb un alumne d'Heraclides de Tarant.